# Andreas Wilhelmus Maria Ausems

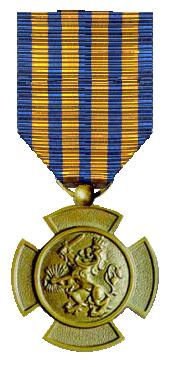
Bronzen Leeuw

Andreas Wilhelmus Maria (Andries of Dré) Ausems (Utrecht, 25 december 1904 – Zaandam, 31 mei 1955) was een Nederlandse verzetsstrijder tijdens de Tweede Wereldoorlog. Andries Ausems werd in de nacht van 29 februari op 1 maart 1944 samen met de agent Jacques van Loon (1919) boven Noord-Brabant, in de omgeving van Rijsbergen, geparachuteerd. Hij werkte als verbindingsofficier tussen de Raad van Verzet (RVV) en het Bureau Inlichtingen (BI) en de Nederlandse regering in Londen.

## Voor de oorlog
Andries Ausems werd in de familie Dré genoemd. Hij was woonachtig in Zaandijk. Voor de oorlog werkte Ausems als werktuigbouwkundige bij Fokker in Amsterdam-Noord. Vanaf de inval van de Duitsers saboteerde hij bij Fokker reparatieopdrachten van de Luftwaffe. Toen de Duitsers in 1942 de sabotage ontdekten dook hij onder in Baarn bij het bedrijf van de veehandelaar Jan Brouwer. Het bedrijf van Brouwer was een aanloopadres voor illegale werkers. Op het bedrijf ontmoette hij Jan Thijssen. Jan Thijssen en Jan Brouwer waren de medeoprichters van de RVV. Ausems en Thijssen waren bevriend met elkaar. Ze vlogen beiden met zweefvliegtuigen. Na de April-meistakingen van 1943 was door de RVV in de loop van het jaar diverse malen telegrafisch om hulp van de Nederlandse regering in Londen verzocht. Reacties hierop waren uitgebleven. In september 1943 besloot de RVV om een boodschapper naar Londen te sturen. Jan Thijssen, die op dat moment nog voor de Ordedienst (OD) werkzaam was, besloot zijn vriend Andries Ausems naar Engeland te sturen en aan hem "Het Verslag Ervaringen Hoofd Radiodienst" mee te geven. In het verslag stonden de doelstellingen beschreven die Thijssen met de RVV en zijn Radiodienst nastreefde.

## De reis naar Engeland
Andries Ausems vertrok begin september 1943 naar Spanje. Eind september 1943 bereikte hij via een ontsnappingsroute Madrid. In Madrid kwam hij in contact met Jan Somer van het BI. Door bemiddeling van Somer bereikte Ausems in december 1943 Londen.
In Londen werd Ausems in de gelegenheid gesteld om bij de Nederlandse regering in Londen de boodschap van Jan Thijssen over te brengen. Bij de Nederlandse regering vatte aldus de mening post dat de RVV een belangrijke verzetsorganisatie was waar men goed zaken mee kon doen. Na gesprekken met Ausems besloot de leiding van het BI om vanaf januari 1944 en de daarop volgende maanden een groep agenten boven bezet Nederland te parachuteren. De groep bestond uit organisatoren en radiotelegrafisten. Met de radiotelegrafisten wilde het BI de Zendgroep BI-Radiodienst oprichten. De doelstelling van de zendgroep was om een radiocontact tot stand te brengen tussen de RVV en het BI en de Nederlandse regering in Londen.

## De "Negentien punten van Gerbrandy"
Aan het einde van 1943 waren minister president Pieter Sjoerds Gerbrandy en zijn kabinet tot de conclusie gekomen dat het Nederlands verzet te verzuild was geraakt. Daarom wilde Gerbrandy overgaan tot de coördinatie en de bundeling van het verzet. Deze coördinatie van het Nederlands verzet zou in september 1944 leiden tot de oprichting van de Binnenlandse Strijdkrachten (BS). Om de RVV, de OD en de Landelijke Knokploegen (LKP) samen te laten smelten tot één organisatie waren er door Gerbrandy en zijn kabinet richtlijnen opgesteld. Deze richtlijnen werden bekend onder de "Negentien punten van Gerbrandy". De Nederlandse regering in Londen zag in Andries Ausems een geschikte persoon om zich met het document tot de leiders van de verzetsgroepen te wenden. Het document was op microfoto’s vastgelegd. Om ontdekking te voorkomen waren de microfoto’s in uitgeholde lucifers verborgen.
In Londen werd Ausems in twee maanden tijd opgeleid tot agent bij het Bureau Inlichtingen. Het BI werkte nauw samen met de Engelse Secret Intelligence Service (SIS). Na zijn opleiding tot radiotelegrafist/codist werd Ausems geschikt bevonden om boven bezet Nederland te worden geparachuteerd. In bezet Nederland kon Ausems op de opvang en steun van Hein Op den Velde in Zaandam rekenen. Op den Velde was de chef Technische dienst bij de Radiodienst van de Ordedienst. Op den Velde was bevriend met Ausems en met Jan Thijssen. De eerste agent die ten behoeve van de Zendgroep BI-Radiodienst boven bezet gebied zou worden geparachuteerd was reeds voor de aankomst van Ausems aangewezen. De keus was gevallen op Harm Steen (1916-1944). Daarom had men in Londen besloten dat zowel Ausems als Steen na hun landing van dezelfde contactpersoon gebruik zouden maken.

## Terug naar Nederland
In de nacht van 29 februari op 1 maart 1944 werd Andries Ausems samen met de radiotelegrafist Jacques van Loon boven Noord-Brabant, in de omgeving van Rijsbergen, geparachuteerd. Ausems was een organisator en hij had de status en de volmachten van een regeringsvertegenwoordiger. Tijdens de radiocontacten met het BI maakte hij gebruik van de codenamen Karel, Arnold, Andries en Ouwe Taaie. Tijdens zijn contacten in het veld gebruikte hij de schuilnaam Anton Gerard Everts.
Het eerste aanloopadres dat de agenten na hun landing bezochten was bij de "Spartanen" in Princenhage. Het aanloopadres was de rijwiel- en motorfietsenhandel van Rinus van Nunen. Het bedrijf was herkenbaar aan een uithangbord dat aan de voorpui hing. Het was een reclamebord van het merk "Sparta". Zowel de schuilnaam van de contactpersoon als het wachtwoord om bij de familie binnen te kunnen komen was "Spartanen". Bij de "Spartanen" werden de agenten opgevangen door de agent Sjef Adriaansen. Gelijk na zijn aankomst in Princenhage begaf Ausems zich naar zijn onderduikadres in Goirle. Van daaruit zou hij doorreizen naar zijn contactadres in Zaandam. Ausems diende contact te leggen met de RVV. Daarna diende hij zich met de "Negentien punten van Gerbrandy" tot de leiders van de verschillende verzetsgroepen te wenden. De radiotelegrafist Van Loon richtte samen met Adriaansen in de molen van Princenhage een seinpost in. Van daaruit legde hij zijn eerste radiocontact met het BI in Londen.

## Plaats van tewerkstelling
De volgende dag in de namiddag vertrok Ausems, met een koffer, geld en papieren, naar Zaandam. Diezelfde middag, op 2 maart 1944, deed de Sicherheitsdienst (SD) een inval in het radiotechnisch bedrijf van Hein op den Velde. Steen en Op den Velde werden gearresteerd. Steen had op het onderduikadres bij Op den Velde zes weken doorgebracht. Zijn radiozender was uitgepeild. Ausems bereikte aan het einde van middag het radiotechnisch bedrijf van Op den Velde. Hij stapte door de half openstaande deur de gang binnen en hij keek in de loop van een Duits dienstpistool. Hij werd de kamer binnengeleid. Steen zat aan een stoel vastgebonden en zijn radiozender stond aan zijn voeten. Ausems en Steen deden of ze elkaar niet kenden. Ausems werd gefouilleerd op wapenbezit en zijn koffer werd doorzocht. Ausems werd door de rechercheurs van de SD verhoord. Tijdens het verhoor haalde Ausems zijn pijp tevoorschijn. Hij begon zijn pijp aan te steken, hetgeen mislukte. In het luciferdoosje zaten uitgeholde lucifers met daarin microfoto’s met daarop de afgebeelde "Negentien punten van Gerbrandy". Door gebrek aan bewijs werd Ausems in vrijheid gesteld. Steen en Op den Velde werden door de SD gevangengenomen. Op 5 september 1944 werd Steen op de Fusilladeplaats in het Kamp Vught gefusilleerd. Hein Op den Velde stierf in het concentratiekamp.
Eenmaal thuis werden de microfoto’s door Ausems verbrand. Ausems dook onder bij zijn broer in Goirle. Van daaruit fietste hij regelmatig naar Princenhage om contact te houden met de radiotelegrafisten Van Loon en Adriaansen. Door de arrestatie van Steen leek het hem verstandig om Van Loon en Adriaansen onder zijn bevel te stellen. Via Adriaansen verzond Ausems op 4 maart 1944 een telegram naar Londen waarin hij de leiding van het BI op de hoogte stelde van zijn aanhouding door de SD.
In Zaandam kreeg Ausems van de leden van de verzetsgroep van Op den Velde het verwijt dat de arrestatie van Steen en Op den Velde door zijn toedoen was veroorzaakt. Ook bij Adriaansen en Van Loon kwamen deze berichten binnen. Ze begonnen Ausems te wantrouwen omdat hij door onder te duiken zo weinig van zich had laten horen. Mede door zijn zwijgzaamheid en zijn sporadische bezoeken aan Princenhage kon Ausems niet voorkomen dat er tussen hem en zijn agenten een sfeer van wantrouwen ontstond.
Op 22 maart 1944 nam hij de draad weer op. Om het werkklimaat te verbeteren nam Ausems het besluit om Van Loon over te plaatsen naar een onderduik- en seinadres in Bakel in het huis van een arts, waarmee Ausems bevriend was. Alhoewel het hem ten aanzien van de Radiodienst van de Raad van Verzet volledig verantwoord leek, wilde Ausems in eerste instantie nog niet aan Londen laten weten dat men een agent naar de RVV kon sturen. Ausems wilde eerst, omdat er grote belangen mee waren gediend, helemaal zeker zijn van de zaak. Wat de "Negentien punten van Gerbrandy" betrof, meende Ausems aanvankelijk dat hij het zonder de microfoto’s kon stellen. Hij herinnerde zich de inhoud vrij nauwkeurig en hij achtte zich in staat om de tekst van het document bijna woordelijk weer te geven.
In die tijd werd er eens per week door enkele belangrijke illegale organisaties een werkbespreking gehouden. Op een van deze besprekingen, waarbij vertegenwoordigers van de OD, de Landelijke Knokploegen (LKP), de RVV het Nationaal Comité en het Nationaal Steunfonds (NSF) aanwezig waren, zette Ausems de richtlijnen van Gerbrandy uiteen. Hij vond echter geen gehoor bij het aanwezige gezelschap. Men wist dat Ausems enkele uren in Duitse handen was geweest. Ondanks het feit dat men hem vertrouwde wilde men toch in elk geval het document met eigen ogen zien.

### Jan Faber (1917-2001) en Herman Leus (1917-1945)
De rust zou pas teugkeren toen er door het BI ten behoeve van de Zendgroep BI-Radiodienst in de nacht van 10 op 11 april 1944 een nieuw koppel agenten boven Gelderland, in de omgeving van Tiel, werd geparachuteerd. Het waren de agenten Jan Faber (1917-2001) en zijn telegrafist Herman Leus (1917-1945). De beide agenten werden door Adriaansen en Van Loon bij de "Spartanen" in Princenhage opgevangen. Faber en Leus gingen na enige dagen voorbereiding in Noord-Brabant aan het werk. Vervolgens volgde Jan Faber Harm Steen op als contactpersoon tussen het BI en de RVV en de daarmee samenwerkende illegale organisaties.
De Zendgroep BI-Radiodienst kwam onder de leiding van Faber te staan. De Radiodienst van de Raad van Verzet leverde de lokale marconisten. Faber en Ausems zorgden voor de verspreiding van een nieuwe versie van de "Negentien punten van Gerbrandy" die Faber uit Londen had meegekregen. De radiotelegrafist Herman Leus sloot zich bij de aanwezige leden van de Zendgroep BI-Radiodienst aan.

### Jan de Bloois (1916-1944)
Om de zendgroep te completeren werd in de nacht van 7 op 8 mei 1944 in de omgeving van Rijsbergen de radiotelegrafist Jan de Bloois (1916-1944) geparachuteerd. Adriaansen en Van Loon vingen hem op het contactadres bij de "Spartanen" in Princenhage op. Met de aankomst van De Bloois was de Zendgroep BI-Radiodienst compleet. Daarna werd het aanloopadres van de "Spartanen" in Princenhage niet meer gebruikt.

## De Radio-Inlichtingendienst
Door de aankomst van de drie agenten kreeg Ausems zijn handen vrij. Vanaf dat moment groeide hij uit tot een van de belangrijkste medewerkers van Jan Thijssen. Na de parachutering van de agent Ben Buunk (1917-1945), in de nacht van 5 op 6 juli 1944, ging hij nauw met Buunk samenwerken. Ausems en Buunk hielden zich voornamelijk bezig met de opbouw van de Radio-inlichtingendienst. De inlichtingendienst kreeg pas vaste vorm toen Eduard H.M. Hoogeweegen de RVV-Rotterdam tot een brigade formeerde. Aan de staf van de brigade werd een inlichtingendienst verbonden. Deze inlichtingendienst werd tot eind september 1944 bijgestaan door Ausems en Buunk. De Radiodienst Rotterdam ontwikkelde zich tot een zeer belangrijke zendafdeling. Ausems en Buunk werkten in de Biesbosch, Dussen, Het Gooi en Rotterdam in de provincies Zuid-Holland en Utrecht. Toen Ben Buunk opdracht kreeg om zich in Vroomshoop in Overijssel te vestigen, ging Ausems voor het Operatiecentrum van de RVV werken. Ausems werd de verbindingsofficier van de RVV en hij werd de vertrouweling en de rechterhand van Jan Thijssen. Buunk werd op 10 februari 1945 in Vroomshoop door de SD gearresteerd. Op 4 april 1945 werd hij in Hattem gefusilleerd.

## Onderscheidingen
- Bronzen Leeuw, KB nr.33 van 2 mei 1953 als tijdelijk reserve-eerste luitenant[1].
- King's Medal for Courage in the Cause of Freedom op 29 oktober 1947[2]